# CO2 Coalition
La CO2 Coalition est un think tank conservateur et climato-dénialiste à but non lucratif établi aux États-Unis, et créé en 2015 dans le but de promouvoir une utilisation accrue du dioxyde de carbone en partant du principe erroné que ce dernier a un effet positif sur l'environnement en aidant les plantes à pousser,. Le think-tank rejette le consensus scientifique sur le réchauffement climatique. La CO2 Coalition affirme s'appuyer sur les données du GIEC des Nations unies pour ses recherches, y compris lors de son témoignage devant le Congrès en avril 2019. Elle est considérée comme le successeur du George C. Marshall Institute.

## Soutiens et financements
La CO2 Coalition était l'une des 40 organisations à signer une lettre datée du 8 mai 2017 adressée au président Donald Trump, le remerciant d'avoir promis de se retirer de l'accord de Paris sur le climat, une action annoncée par Trump trois semaines plus tard en juin 2017. 
La coalition reçoit des fonds de la Mercer Family Foundation et des frères Koch.